# One Moment in Time
One Moment in Time è una canzone registrata dalla cantante statunitense Whitney Houston per i Giochi olimpici del 1988 tenutisi a Seul in Corea del Sud.
La canzone è stata scritta per l'album One Moment in Time: 1988 Summer Olympics Album, pubblicato per celebrare i giochi olimpici, ed in cui erano coinvolti altri artisti come The Four Tops, The Bee Gees, Eric Carmen ed il compositore John Williams. Il video musicale prodotto per il brano è essenzialmente un collage di vari momenti delle precedenti olimpiadi.

## Tracce
1. One Moment In Time – 4:42
2. Kashif - Olympic Joy (Instrumental) – 4:03

## Classifiche
| Chart (1988)                                    | Peak position |
| ----------------------------------------------- | ------------- |
| U.S. Billboard Hot 100                          | 5             |
| U.S. Billboard Hot R&B/Hip-Hop Singles & Tracks | 5             |
| U.S. Billboard Adult Contemporary               | 1             |
| UK Singles Chart                                | 1             |
| Australian Singles Chart                        | 77            |
| Germany Singles Chart                           | 1             |
| France Top 100 Singles                          | 8             |
| Italy Top Singles                               | 5             |
| Switzerland Top 100 Singles                     | 4             |

## Cover
- Dana Winner ha registrato questo brano per l'album Puur, pubblicato nel 2016.